# Петар Охмућевић
Петар (Педро) Охмућевић (Гргуревић) био је шпански морепловац и адмирал „Непобедиве армаде“ српског порекла. Његова породица је била пореклом са подручја некадашње Краљевине Босне, која се преселила у Дубровник, а Петар је постао познат по томе што је за његове потребе направљен први илирски грбовник тзв. Охмућевићев грбовник чији је циљ био да докаже припадност његове породице јужнословенском племству. Дон Педро је хтео да тако уђе у ред шпанских витезова, али Дубровачка република му није хтела помоћи - да потврди племићко право.
У служби краља Шпаније пропутовао је цео тада познати свет од Португалије до Индије, а 1588. године је предводио дванаест ратних бродова у походу на краљевину Енглеску. Постао је поморски капетан-генерал за време шпанског краља Филипа II. Племство му је потврђено 1594, а умро је 1599. године у Лисабону.

## Порекло и породица
Његова породица је одиграла извесну улогу у предтурско време. После пада краљевине Босне 1463. године и Херцеговине 1481. под Османлијску власт, одређени број породица је са тог подручја прешао на подручје суседних хришћанских држава односно Дубровачке републике и краљевине Мађарске. Међу њима се налазио и Ивеља Охмућевић који се настанио у Стону, и започео трговину житом и сољу којом је стекао значајан иметак. Имао је петорицу синова, од којих су чак четворица ступила у поморску службу краљевине Шпаније, а један од њих је био и сам Петар.

## Покушај добијања племства
Захваљујући својим способностима, Петар је напредовао у морнаричкој служби и постао један од адмирала Непобедиве Армаде, али га је у даљем напредовању на друштвеној лествици спутавала чињеница да није припадао племству. Да би добио статус племића, Петар је морао да докаже припадност својих предака племству и по мушкој и по женској линији, бар четири генерације уназад, као и то да су сви они рођени у католичким браковима, да у породицама није било јеретика и муслимана. Због тога је Петар, као и многи други имућнији људи свог доба, решио да фалсификује своје племићко порекло, везујући га за личност српског цара Душана Силног (краљ 1331 — 1346, цар 1346—1355). Он је свој рад започео 1584. године када му је бискуп Босне дон Антун издао повељу којом потврђује племенито порекло његове породице. После тога он је успео да прикупи још четири сличне повеље које су то потврђивале и доказивале племство његове породице.
Према њима, Петровом далеком претку Хрељи (Охмућевићу) је цар Душан 1349. године доделио племство и дао на управу Костур, Прилеп и још неке поседе на подручју данашње Македоније, а као сведоци који су присуствовали овом чину наводе се кнез Лазар (1371 — 1389), краљ Вукашин (1366—1371) и Вук Бранковић. После Душанове смрти, Хреља је бранио младог цара Уроша (1355—1371) од насртљивих Мрњавчевића чиме је истакнуто витештво у породици. Сам Хреља је био ожењен Видосавом Балшић са којом је добио сина Гргура по коме су се Охмућевићи називали још и Гргуревићи. Он се након Османлијског продора у Македонију (1371), повукао на породичне поседе у који су се налазили на територији данашње Босне и Херцеговине и његов директни потомак био је Петар.
Проблема у овој генеалогији било је много са становишта данашње историјске науке, али је она крајем 16. века у далекој Шпанији, у којој је само по неко кроз маглу чуо за Душана, деловала веома аутентично. Први проблем је лежао у чињеници да је Хреља односно Реља на кога се Петар позива умро у својој задужбини Рилском манастиру 1342. године као монах без потомака. Поред тога наведени сведоци у том тренутку нису играли никакву или скоро никакву улогу на српском двору.

### Рад на стварању грбовника
Пошто је успео да обезбеди какве такве доказе племства своје породице, постављало се питање породичног грба који је свака племићка породица имала и који је сигурно постојао у неком племићком грбовнику. Пошто је Петар био свестан да нема племићко порекло, а самим тим ни грб који би се налазио у неком старом грбовнику, он је решио да направи сопствени грбовник у коме би се међу осталим грбовима, појавио и грб Охмућевића. Не зна се да ли је за то ангажовао некога да направи фалсификовани грбовник или се можда и сам прихватио рада на том послу, али је извесно да је грбовник настао у периоду између 1584. (прва повеља дон Антуна) и 1594. (када му је потврђено племство).
Сам грбовник је наводно нађен на Светој гори и према подацима у њему направио га је лични хералд цара Душана бан од цимерије Станислав Рупчић 1340, али су каснија истраживања утврдила да је целокупно дело чист фалсификат (употреба латинице уз ћирилицу, непостојање хералдике на том нивоу у Душановој држави, историјска неаутентичност већине грбова, непостојање једног дела земаља чији се грбови у њему појављују) са историјске тачке гледишта. Његов значај лежи у чињеници да је покренуо стварање других грбовника базираних на њему који су одиграли кључну улогу у развоју и опстанку неких аутентичних хералдичких елемената међу Јужним Словенима на Балканском полуострву. Поред тога, грбовник је индиректно покренуо стварање тзв. Илирске идеје (односно југословенства) о јединственом народу (тј. Илирима) који живи на подручју од Соче до Црног мора који је некада имао моћну државу на чијем се челу налазио народни цар Душан Силни и свеца заштитника светог Јеронима. Централно место у грбовнику заузима грб Душановог царства који је заправо прерађени грб Светог римског царства на коме су грбови изборних кнежевина замењени, махом измишљеним грбовима јужнословенских и балканских држава.
Без обзира на то Петру је 1594. године Краљевски савет у Напуљу издао потврду о племству, две године касније је примљен у Ред Светог Јага, тако да је он 1599. умро у Лисабону као дон Педро. Постао је он прво "витез реда Св. Јакова од Галиције", а потом и командир тог реда, са годишњим приходом од "3000 шкуда". Већ око 1595. године се појавио нови илирски грбовник (Коренић–Неорић), за којим су уследили други, а делови Охмућевићевог грбовника су ушли и у састав „Краљевства Словена“ Мавра Орбинија 1601. године. Сам грбовник у свом оригиналном облику или препису не постоји, али је могуће претпоставити његов садржај и изглед на основу каснијих грбовника.